# Mario Carotenuto
Pour les articles homonymes, voir Carotenuto.
Mario Carotenuto, né à Rome le 18 mars 1911 et mort dans cette ville le 14 avril 1995, est un acteur italien.

## Biographie
Mario Carotenuto, fils de Nello Carotenuto, acteur du cinéma muet, a exercé divers emplois avant de commencer une carrière artistique en 1946, d'abord comme acteur à la radio, avant de rejoindre de petites compagnies de vaudeville. Il fait ses débuts au cinéma en 1950, dans Abbiamo vinto. Il a joué dans des dizaines de films — le plus souvent des comédies — et en a été plusieurs fois acteur principal.
Il meurt d'un cancer.
Il est le frère cadet de l'acteur Memmo Carotenuto et est aussi l'oncle des acteurs Nennella Carotenuto et Bruno Carotenuto.

## Filmographie partielle
- 1950 : Abbiamo vinto! (it), de Robert Adolf Stemmle
- 1951 : Milano miliardaria de Marino Girolami, Marcello Marchesi et Vittorio Metz
- 1953 : Une fille formidable (Ci troviamo in galleria), de Mauro Bolognini
- 1954 : La Pensionnaire (La spiaggia), d'Alberto Lattuada
- 1955 : Pain, amour, ainsi soit-il (Pane, amore e...), de Dino Risi
- 1955 : Cette folle jeunesse (Racconti romani) de Gianni Franciolini
- 1956 : Nos plus belles années (I giorni più belli), de Mario Mattoli
- 1956 : Pauvres mais beaux (Poveri ma belli), de Dino Risi
- 1958 : Le Gendarme, le Voleur et la Bonne (Guardia, ladro e cameriera) de Steno
- 1958 : Come te movi, te fulmino! de Mario Mattoli
- 1959 : Le Fric, de Maurice Cloche
- 1959 : Les Surprises de l'amour (Le sorprese dell'amore) de Luigi Comencini
- 1959 : Totò à Madrid (Totò, Eva e il pennello proibito), de Steno
- 1960 : L'Homme aux cent visages (Il Mattatore), de Dino Risi
- 1961 : Parlez-moi d'amour (Che femmina... e che dollari!) de Giorgio Simonelli
- 1961 : Pesci d'oro e bikini d'argento de Carlo Veo
- 1961 : Cinque marines per cento ragazze de Mario Mattoli
- 1962 : La Vendetta, de Jean Chérasse
- 1968 : American Secret Service, film de montage d'Enzo Di Gianni
- 1968 : Satyricon, de Gian Luigi Polidoro
- 1969 : Mardi, c’est donc la Belgique (If It’s Tuesday, This Must Be Belgium), de Mel Stuart
- 1971 : La Betìa ovvero in amore, per ogni gaudenza, ci vuole sofferenza
- 1972 : Boccace raconte (Boccaccio), de Bruno Corbucci
- 1972 : Girolimoni, il mostro di Roma de Damiano Damiani
- 1972 : L'Argent de la vieille (Lo scopone scientifico) de Luigi Comencini
- 1974 : La poliziotta, de Steno
- 1974 : Sesso in testa de Sergio Ammirata (it) et Fernando Di Leo
- 1975 : À nous les lycéennes (La Liceale), de Michele Massimo Tarantini
- 1976 : La Toubib du régiment (La dottoressa del distretto militare), de Nando Cicero
- 1976 : La portiera nuda de Luigi Cozzi
- 1976 : La Flic chez les poulets (La poliziotta fa carriera) de Michele Massimo Tarantini
- 1976 : La Prof du bahut (La professoressa di scienze naturali) de Michele Massimo Tarantini
- 1977 : L'altra metà del cielo de Franco Rossi
- 1979 : L'Infirmière de nuit (L'infermiera di notte) de Mariano Laurenti
- 1980 : Mon curé va en boîte (Qua la mano) de Pasquale Festa Campanile
- 1982 : Scusa se è poco de Marco Vicario

## Prix et récompenses
- 1973 : Ruban d'argent du meilleur acteur dans un second rôle pour L'Argent de la vieille (Lo scopone scientifico)